# 曾劍華
曾劍華（Zeng Jianhua，1997年1月1日—）2015年1月31日获得香港TVB《超级巨声4》。